# Euphyia melidiata
Euphyia melidiata là một loài bướm đêm trong họ Geometridae.